# Michael Wolfgramm
Michael Wolfgramm (ur. 8 marca 1953 w Schwerinie) – niemiecki wioślarz reprezentujący NRD, złoty medalista olimpijski.

## Kariera
Wystąpił na igrzyskach olimpijskich w Montrealu w 1976, gdzie osada NRD w składzie: Wolfgang Güldenpfennig, Rüdiger Reiche, Karl-Heinz Bußert i Michael Wolfgramm zdobyła złoty medal w czwórce podwójnej. W finale o 1,24 sekundy wyprzedzili osadę ZSRR i o 3,12 sekundy osadę Czechosłowacji. Był to jego jedyny start olimpijski.
W 1976 odznaczony Orderem Zasługi dla Ojczyzny.
W 1972 zdobył jedyny tytuł na arenie krajowej, zwyciężając w czwórkach podwójnych.